# Chunella gracillima
Chunella gracillima is een Pennatulaceasoort uit de familie van de Chunellidae. De wetenschappelijke naam van de soort is voor het eerst geldig gepubliceerd in 1902 door Kükenthal.